# Символы Кракова
В Кракове в качестве  официальных символов используются герб, печать, флаг, знамя и официальные цвета города. Помимо вышеперечисленных используются также полуофициальные (логотип и монограмма) и неофициальные (образы святых Станислава и Флориана, Вавельский дракон).

## Официальные символы
Официальная символика Кракова регулируется законодательным актом CXXIII/1150/02 от 9 октября 2002 года. Несмотря на это, многие из ниже перечисленных символов берут своё начало ещё в XIV веке.

### Описание
| Изображение | Объяснение |
| ----------- | --- |
|             | Официальными цветами города являются белый и голубой: - белый — один из гербовых цветов Польши; - голубой — символ медучреждений Кракова.                       |
|             | Флаг Кракова исполняется в пропорции 5:8 и состоит из двух равновеликих полос, окрашенные в официальные цвета города.                                           |
| .           | Герб Кракова — в испанском щите в поле официальных цветов города изображена алая крепость, а в воротах белый орёл.                                              |
|             | Печать Кракова представляет собой круг с заключённым в него гербом и официальным названием города — Stołeczne Królewskie Miasto Kraków.                         |
|             | Знамя Кракова исполняется, как и флаг, в пропорции 5:8 и выглядит, как косой Андреевский крест официальных цветов, в середине которого расположен герб Кракова. |

### Использование
Изначально условия использования символов ничем не регламентировались, однако постановление правительства города 167/2004 на 6 февраля 2004 года строго разграничило сферы использования символов. Флаг может вывешиваться на любых зданиях любым гражданином, в то время, как герб может публиковаться только на документах органов управления Кракова, вывешиваться на зданиях акционерных обществ. Знамя и печать существуют только в двух экземплярах: один хранится у мэра (официально именуемого «Президент города» пол. Prezydent Miasta Krakowa) и председателя городского совета (пол. Przewodniczący Rady Miasta Krakowa). Знамя используется крайне редко, а печатью заверяются только самые важные документы.

## Полуофициальные символы
| Изображение | Объяснение |
| ----------- | --- |
|             | С недавнего времени[когда?], в туристических целях, городской совет Кракова в качестве одного из символов города полуофициально использует Логотип, с изображённым на нём латинским названием города лат. Cracovia.                                                           |
|             | Другим популярным символом считается стилизованная буква K - монограмма, впервые изображённая на воротах Вавельского кафедрального собора святых Станислава и Вацлава. Среди жителей города этот символ носит значительно большую популярность, чем даже официальные символы. |

## См.также
- Краков
- Флаг Варшавы
- Флаг Польши
- Герб Польши
- Вавельский дракон